# AV-forlaget Den Grimme Ælling
Den Grimme Ælling er et dansk AV-forlag dannet i 1982 af bl.a. skuespilleren og lydbogsindlæseren Troels Møller. Det er opkaldt efter H.C. Andersens eventyr af samme navn og beliggende i Odense. 
AV Forlaget Den Grimme Ælling producerer lydbøger – bøger på bånd eller CD og har 11 faste medarbejdere samt en stor stab af indlæsere, der indtaler bøger i forlagets egne studier eller på SuperNova-studiet i København. AV-Forlaget Den Grimme Ællings masterbibliotek byder på mere end 6000 lydbøger, der spænder lige fra Svend Grundtvigs eventyr til Stephen Kings gysere.